# Xuân Hòa (Long Khánh)
Xuân Hòa is een phường van Long Khánh, een thị xã in de provincie Đồng Nai.